# Конфліктологія
Конфліктоло́гія — вчення про конфлікт, його генезу, протікання, наслідки тощо; розділ соціології, а саме політичної соціології, та психології.
За визначенням М. І. Пірен, конфліктологія — «наука в багатьох вимірах: вона охоплює людину, її місце в природі, людському суспільстві і специфіку психологічних оцінок та внутрішньоособистих вимірів. Конфліктологія — міждисциплінарна галузь знань. У ній мають місце поняття та категорії багатьох наук, які певною мірою пов'язані з проблемами життя і розвитку»
В іншому місці конфліктологія визначається як «наука про зіткнення, проблемне функціонування особи, людського суспільства, природи та взаємодії людини і природи».

## Охоплення та проблематика
У західному суспільствознавстві можна виділити кілька предметних зон, присвячених вивченню конфлікту. Якщо розділити їх за рівнями аналізу, то отримаємо таку картину. У соціології на макрорівні проблематика конфлікту розробляється у рамках теорії конфлікту (англ. Conflict Theory).
На рівні спеціальних соціологічних теорій конфлікт вивчається в руслі
- теорії мобілізації ресурсів (англ. Resource Mobilization Theory),
- теорії відносної депресії (англ. Relative Deprivation Theory),
- теоріях революції, що разом покликані пояснити причини виникнення масових суспільних рухів, що, як правило, мають конфліктний характер.

Близьким до питання розуміння конфлікту є питання типології, визначення учасників, визначення часових рамок (timing), функцій та наслідків конфлікту.

## Предмет дослідження
Предмет дослідження — причини виникнення, динаміку, наслідки, способи регулювання та попередження конфлікту
Предметом конфліктології автори вважають «закони і категорії, що характеризують конфлікт як соціальне явище, як різновид соціальної поведінки та взаємодії». Автори виділяють у її структурі два рівні — теоретичний і прикладний.
Оригінальний підхід до визначення предмету конфліктології та її завдань здійснив А.  Т. Ішмуратов. Конфліктологію він визначає як «практичну науку про специфічне спілкування людей, соціальну взаємодію особистостей, угрупувань, організацій, суспільств та держав». Конфлікт при цьому розглядається як хвороба спілкування, тобто автор дотримується психологічної орієнтації у визначенні природи конфлікту, спираючись на когнітивні принципи аналізу.
Особливість підходу А. Т. Ішмуратова до визначення конфліктології полягає у двох моментах. По-перше, він визначає конфліктологію як прикладну дисципліну, по-друге, спирається на психологічні методи пояснення природи конфлікту.
Розуміння конфліктології як прикладної дисципліни зустрічається також у російського соціолога А. Г. Здравомислова «Конфліктолог — це спеціальна професія, представники якої беруть участь у багатьох переговорах, виїздять у „гарячі точки“, де працюють консультантами і виступають учасниками переговорного процесу на різних рівнях і в різних ситуаціях»9.
Праці, у назві яких фігурує термін «конфліктологія», що останнім часом з'явились в Україні, мають здебільшого прикладний характер, проте питання методу та проблематики досліджень там також чітко не врегульовані10.

## Методи дослідження
В основу вивчення конфлікту може покладатись соціологічний, психологічний, математичний, семантичний чи інший підхід.

## Історія
Правдоподібно, термін «конфліктологія» з'явився на території колишнього Радянського Союзу наприкінці 80-х рр., незалежно від впливу Заходу, коли виникли перші симптоми дезінтеграції Радянського Союзу спочатку в російських урядових інститутах чи близьких до них закладах. Згодом термін почав вживатися у наукових установах, інститутах АН Росії, де дістав подальший розвиток та застосування.
Перші публікації, де фігурував термін «конфліктологія», з'явились у російських виданнях у 1991—1992 рр. Проте там не було чіткого визначення ані предмета, ані галузі досліджень даної дисципліни. Далі термін поширився у більшості пострадянських держав і зокрема в Україні, де використовується і в даний час.
Термін «конфліктологія» майже відсутній у проблематиці суспільних дисциплін, що розробляються на Заході. Однак це не є свідченням того, що проблемі конфлікту там приділяється недостатньо уваги. Навпаки, природа конфлікту вивчається в рамках багатьох суспільних (і не тільки) дисциплін — соціології, політології, психології та соціальної психології, філософії, культурології, теорії міжнародних відносин, а також в математиці та теорії ігор.
Проте кожна з цих дисциплін вивчає конфлікт з точки зору своїх методологічних підходів та методів. Що стосується еклектичних підходів до вивчення конфлікту, що останнім часом розробляються західними вченими, то у кожному з них чітко домінують методи якоїсь однієї дисципліни.

## Конфліктологія в українському дискурсі
Більше того, серед українських дослідників відсутнє єдине розуміння навіть змісту самого терміна «конфліктологія». Так, одними дослідниками цей термін використовується як синонім теорії конфлікту, іншими — на позначення емпіричного вивчення конфліктів, а дехто використовує його для дослідження основних закономірностей прояву конфліктів.
Термін «конфліктологія», судячи зі змісту, мав би означати наукове вивчення конфлікту (конфліктів) чи бути назвою науки про конфлікти. Як стверджується, при використанні цього терміна в науковій літературі, серед вітчизняних авторів досі ще немає єдиного його розуміння ані щодо проблематики досліджень, ні щодо методів вивчення цього явища.
Київські автори А. О. Ручка та В. В. Танчер одними з перших серед українських вчених почали вживати цей термін. У своєму нарисі про теорію конфлікту термін «конфліктологія» вони вживають на позначення теорії конфлікту. Для них ці поняття тотожні. «Теорія соціального конфлікту», конфліктологічна перспектива, конфліктна традиція — все це позначення найважливішого напрямку розвитку соціологічної думки.
Подібним чином цей термін використовує й І. Бекешкіна у своїй праці «Конфліктологічний підхід до аналізу суспільно-політичної ситуації в Україні»: «Можна сказати, що „конфліктологічна парадигма“, яка пояснює світ як процес і результат протиборства начал, стара мов світ: подібні пояснення ми знаходимо вже у міфології».
У авторів підручника «Соціологія» за ред. В. М. Пічі термін «конфліктологія» з'являється у розділі «Соціологія конфлікту» спочатку у значенні «теорія конфлікту», а далі як назва окремої дисципліни, що має три рівні — загальнотеоретичний, емпіричний та проміжний. При цьому автори стверджують, що «разом з іншими спеціальними теоріями конфліктологія спирається на методологію загальної „великої“ соціологічної теорії». Проте далі автори не уточнюють, на методологію якої ж саме «великої» соціологічної теорії спирається конфліктологія. Теорію конфлікту, теорію функціоналізму чи якусь іншу? Не зрозуміло також, у якому зв'язку знаходяться «соціологія конфлікту», «теорія конфлікту» та «конфліктологія»?
Якщо відмовитись від розуміння конфліктології як дисципліни, тотожної теорії конфлікту, що є цілком обґрунтованим з методологічної точки зору, то з наведених вище визначень можна виділити два підходи до розуміння цієї дисципліни:
1. Міждисциплінарний
2. Спеціалізований.

Міждисциплінарний підхід, віддаючи перевагу соціології, виділяє дві предметні зони досліджень в рамках конфліктології — теоретичну і прикладну. Спеціалізований, спираючись на психологічні методи аналізу, відстоює прикладний характер дисципліни.
До проблемних належать також питання теоретичного характеру, які безпосердньо впливають на окреслення об'єкта дослідження. Це передусім визначення і розуміння конфлікту. Як слід розглядати конфлікт, у широкому чи вузькому значенні? Інакше кажучи, які конфлікти є предметом вивчення конфліктології? Внутрішньоособистісні, міжособистісні, внутрішньогрупові, міжгрупові, внутрішньодержавні, міжнародні тощо. Питання стоїть також про те, чи вважати конфліктом усі явища антагоністичного характеру, що існують як у свідомості індивідів та груп, так і в їхній поведінці на всіх рівнях суспільства, чи лише відкрите протиборство, зіткнення сторін? Для практиків, чиї зусилля спрямовані на безпосереднє врегулювання конфліктів, ці питання менш суттєві, проте від теоретиків вони вимагають спеціальної уваги. Потрібно зауважити, що тут існують різні думки і у західних вчених. Соціологи більш схильні до вузького визначення конфлікту, психологи — до широкого11. На наш погляд, під конфліктом слід розуміти таку поведінку сторін, яка спря-мована на завдання взаємної шкоди. Тобто, сторони перебувають у ситуації протиборства і здійснюють дії, спрямовані одна проти одної.
Таке бігевіористичне розуміння конфлікту дає змогу відмежувати його від суміжних явищ — конкуренції, ворожості і ворожнечі, останні з яких по суті є явищами психічного характеру, які стосуються психіки індивідів та груп, а не їх поведінки.
Про що свідчить така ситуація? З одного боку, спостерігається позитивна тенденція до спеціалізованого вивчення деяких аспектів конфлікту в рамках окремих напрямків (наприклад з точки зору психології, як це робить Ішмуратов), а з іншого, питання про науковий статус дисципліни, її предмет та методи вивчення конфлікту залишаються нез'ясованими.
Термін «конфліктологія» в різних словосполученнях набув поширення на території колишнього Радянського Союзу в результаті збігу кількох обставин:
1. Відсутності однозначного розуміння понять у суспільних науках взагалі та нерозвинутості вітчизняної наукової термінології зокрема.
2. Слабкого рівня досліджень у вивченні конфлікту недержавними і неурядовими науковими закладами.
3. Бажання надати більшої науковості працям.
4. Неадекватного використанням терміна у мас-медіа.
5. Бажанням уникнути «негативної» конотації при використанні терміна «конфліктний».

Принагідно зауважимо, що на Заході, коли йдеться про традицію вивчення проблеми суспільною думкою, вживають словосполучення «conflict tradition», коли йдеться про теорію, вживають «conflict theory», а щодо прикладних досліджень конфліктів, використовують термін «conflict studies». Йдеться передусім не про калькування англіцизмів, а про розвиток повновартісної і водночас уніфікованої наукової термінології, що була б зрозумілою як вітчизняним, так і західним дослідникам. Тому загальний комплекс проблем, пов'язаний з емпіричним і теоретичним вивченням конфліктів, пропоную називати так, як це прийнято у світі, «вивчення конфлікту», «студії конфлікту»; підхід до аналізу макросуспільних явищ з точки зору конфлікту — «конфліктним підходом», теоретичні питання розглядати у руслі теорії чи теорій конфлікту.
Причиною написання статті стала потреба наукового вивчення конфлікту як об'єктивної реальності, що існує в різних сферах суспільного життя, та стурбованість, викликана різнобоєм у вживанні терміна представниками різних суспільних дисциплін. Відтак постає необхідність вироблення однозначного розуміння терміна «конфліктологія», а також предмета та методів цієї дисципліни.
На рівні аналізу конфлікту як об'єктивного явища суспільного життя в соціології сформувався певний напрямок, що має назву соціологія конфлікту. Сумнівно, чи цей напрямок можна віднести до спеціальних соціологічних теорій, як спробували показати деякі вітчизняні автори. Різниця тут не у рівні прояву конфлікту, а у рівні аналізу. Нарешті, з точки зору вирішення практичних потреб зменшення рівня насильства у конфліктах різного рівня складності був створений спеціальний напрямок, що має назву Peace studies. Основні проблеми, що тут розглядаються, — це вивчення причин виникнення конфлікту, пошук шляхів ненасильницького врегулювання конфлікту та умов, що сприяли б збереженню миру. Виникнення цього напрямку пов'язане з діяльністю норвезького вченого Йогана Гальтунга (Johan Haltung).
Близьким до останнього є напрямок з експериментального вивчення конфлікту, що базується на аналізі окремих випадків — Conflict studies. Щоправда, в рамках цього підходу рівень аналізу конфлікту коливається від мікроконфліктів (на рівні окремих індивідів) до міжнародних.
Окреме місце в західному суспільствознавстві займає така дисципліна, як полемологія. Творці цієї дисципліни виводять її назву від гераклітівського polemos, що означає не лише війну, але й конфлікт у широкому значенні цього слова. Полемологія — це міждисциплінарний напрямок досліджень, що розвинувся головно у Франції і вивчає причини виникнення конфліктів та воєн й умови збереження миру. Крім того, окремі аспекти конфлікту вивчаються в рамках таких соціологічних та психологічних теорій, як теорія груп, теорія ролей, теорія організацій, теорія управління та ін.